# Булл-Ран (озеро)
Булл-Ран (англ. Bull Run Lake) — подпруженное олиготрофное озеро в центральной части Каскадных гор на северо-западе США.
Находится в пределах территории национального леса Маунт-Худ в 14 км к северо-западу от стратовулкана Худ, на границе округов Клакамас и Малтнома штата Орегон. Относится к бассейну одноимённой реки.
Имеет площадь в 1,89 км² при размерах 2,4 на 0,8 км длина береговой линии составляет 6,8 км, площадь водосбора — 9,1 км². Уровень воды в озере регулируется в пределах от 664 до 667,4 м над уровнем моря, минимум приходится на октябрь, максимум достигается в мае.
Наравне с прочими водными объектами бассейна реки Булл-Ран, озеро с конца XIX века является основным источником чистой питьевой воды для города Портленд, в связи с чем во избежание загрязнения публичный доступ к озеру закрыт.